# David Lazar
David Lazar, född 28 januari 1957, är en israelisk-amerikansk rabbin vid Or Hamidbar och tidigare anställd vid Stora synagogan i Stockholm. Lazar har bland annat gjort sig känd för sitt ställningstagande och engagemang i feminism och HBTQ-personer och deras rättigheter. Han var till exempel den förste som vigde ett samkönat par i Stora synagogan.

## Uppväxt och studier
Lazar växte upp i Los Angeles. Därefter bodde han i 35 år i Israel, som bosättare, student och rabbin.

## Rabbinsk karriär
David Lazar har varit verksam som rabbin och församlingspedagog i över två decennier. Han har varit anställd som rabbin i Jerusalem, Tel Aviv och Stockholm, och efter 2013 rabbin i Or Hamidbar i Kalifornien. 
Mellan 2010 och 2013 var Lazar rabbin för Judiska Församlingen i Stockholm. Den 12 april 2013 meddelade församlingen att man inte hade lyckats komma överens med rabbin Lazar om anställningsformen. Lazar hade önskat en tillsvidareanställning, medan församlingen ville förlänga provanställningen. Han avslutade därför sin tjänst som rabbin vid Stora Synagogan i Stockholm. Han efterträddes av Ute Steyer, som tillträdde i januari 2015.
Efter tiden i Sverige tjänstgjorde Lazar som rabbin och pedagog vid Temple Isaiah – ett moderat-konservativt judiskt center i Palm Springs i Kalifornien – fram till slutet av 2018. Därefter grundade han organisationen Or Hamidbar, som arbetar för att utveckla andlig judisk identitet i Palm Springs-området.
Lazar har under årens lopp varit verksam i en mängd olika utbildningssammanhang, bland annat inom TALI-skolorna, Camp Ramah i Kalifornien och Kanada, samt inom ungdomsrörelserna NOAM och Young Judea.
Han är grundare och direktör för RIKMA: Spiritual Community Leadership Development, ett initiativ som sedan 1999 har stöttat många rabbiner inom masorti/konservativ och mitkademet/reformjudendom.
Under sin karriär har Lazar varit aktiv i ett flertal ideella organisationer, såsom Israel AIDS Task Force, Jerusalem Open House och Rabbinical Assembly. Under sin tid i Stockholm ledde han gudstjänster i Stora synagogan, undervisade och erbjöd samtalsstöd till medlemmar i församlingen. Han var även aktiv i HBTQ-aktivism och i interreligiös dialog.
Tack vare hans nyskapande arbete inom dessa områden påbörjades 2013 produktionen av en dokumentärfilm med titeln The New Rabbi. Filmen följer Lazar i hans arbete vid Judiska Församlingen i Stockholm. Den är producerad och regisserad av Irene Lopez och Stefan Henriksson, och var planerad att ha premiär 2017.